# Liopeltis tricolor
Liopeltis tricolor — вид змій родини вужеві. Вид мешкає у тропічних лісах Індокитаю, Калімантану та Філіппін.